# Kalmari háború
A kalmari háború (dánul Kalmarkrigen, svédül Kalmarkriget) Dánia és Svédország közötti fegyveres konfliktus volt 1611 és 1613 között. A háború során a dánok katonailag sikeresebbek voltak, de döntő fölényt nem sikerült kivívniuk. A Kalmar-háború volt az utolsó alkalom, amikor Dánia sikerrel vette fel a harcot Svédországgal a balti-tengeri dominanciáért vívott küzdelemben. 

## Előzmények
A Balti-tengerről Nyugat-Európába irányuló tengeri kereskedőutak áthaladtak a dán fennhatóság alatt levő Øresund tengerszoroson, és a hajóktól a dán király vámot szedett, amely a korona jövedelmeinek jelentős részét tette ki. A svédek a ritkán lakott Lappföldön át megkerülő útvonalat kerestek, ám ez a terület formálisan a Dániával perszonálunióban levő Norvégia birtokában volt. 1607-ben IX. Károly svéd király kikiáltotta magát a lappok királyává és adót kezdett szedetni az északnorvég területeken, Tromsø vidékén.
Dánia tiltakozott, de a svédek ezzel nem törődtek; így 1611 áprilisában IV. Keresztély dán király hadat üzent. 

## A háború menete

### 1611
A dánok három fronton támadtak a svédekre: Skåne keleti részén Kristianopelből Kalmar városa felé, a nyugati oldalon Halmstadból Jönköpingbe és Norvégiából délre támadt a mai Göteborg kikötőjét védő Älvsborg erődje felé. A hosszú norvég-svéd határra rendelték a helyi erőket, de utasították őket, hogy ne lépjenek svéd területre.   
Keresztély maga vezette a Kalmart ostrom alá vevő 6000-es sereget és három héten belül, május 27-re, két sikertelen roham után harmadszorra elfoglalták a várost, bár az erőd továbbra is tartotta magát. A svédek egy ellencsapással meglepetésszerűen viszont elfoglalták Kristianopel erődjét. 1611 júliusára a kalmari erődöt ostromló dánokhoz erősítés érkezett, IX. Károly pedig megpróbálta felmenteni a várat. Július 17-én egyszerre támadt a dánokra északról és egyidejűleg az ostromlott csapatok is kitörtek az erődből. Hosszú, változó szerencséjű csata után a dánok diadalmaskodtak és az erőd megadta magát. 
1611 nyarán a Baltzar Bäck által vezetett svéd csapatok különösebb ellenállás nélkül megszállták a norvég Jämtland és Härjedalen tartományokat. Mivel az Északi-tengeren minden kikötőjük dán blokád alatt volt, norvég földön keresztül próbáltak meg skót zsoldosokat Svédországba vezényelni, azonban azok egyik csoportját a felfegyverkezett norvég parasztok lemészárolták. A lakosság ellenállása miatt végül 1612 őszén ki is vonultak. 
1611. október 20-án meghalt IX. Károly, és a svéd trón fiára, II. Gusztáv Adolfra szállt. A 17 éves Gusztáv Adolf békét kért, de Keresztély fölényben levőnek érezte magát és folytatta a háborút. A svéd király maga is csatlakozott a határvidéken portyázó csapatokhoz, minek következtében 1612 februárjában a rajtuk ütő dánok elől menekülve beszakadt alatta a jég és kis híján megfulladt. 

### 1612

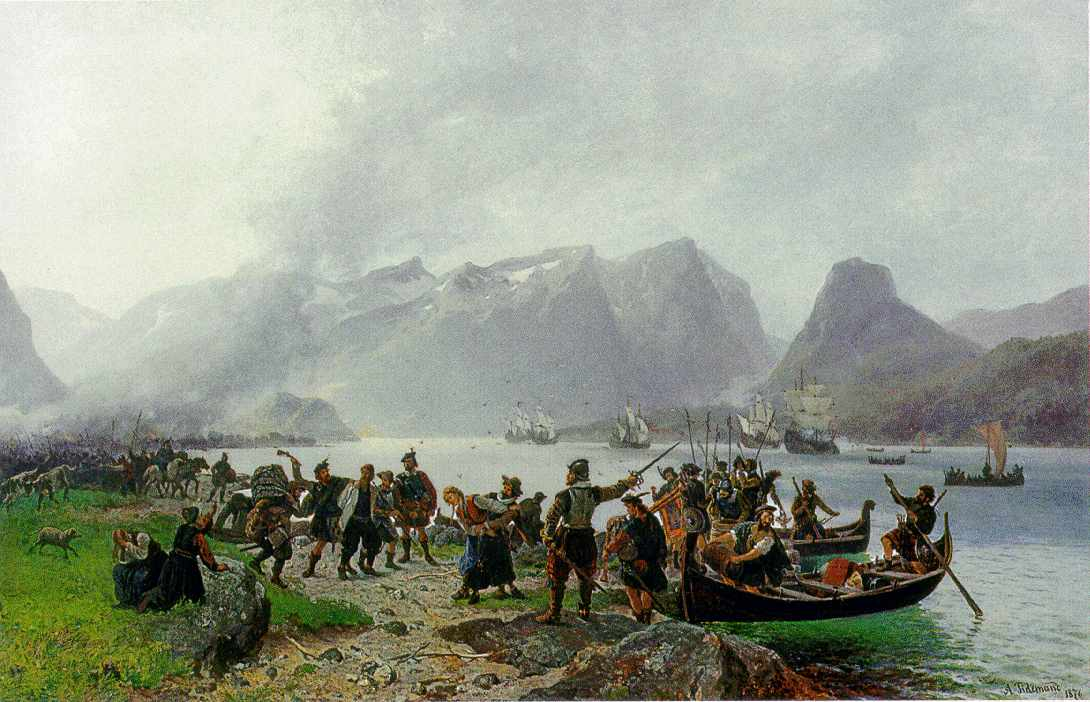
Skót zsoldosok Norvégiában (Adolph Tidemand képe, 1876)

1612 elején a dánok elfoglalták a svédek egyetlen nyugati kikötőjét, a Göta älv folyó torkolatát védő Älvsborg és Gullberg erődöket (itt alapítja majd meg 1621-ben Gusztáv Adolf Göteborg városát). A sikeren felbuzdulva a dán vezetés döntő csapást akart mérni az ellenségre és Stockholm felé irányította a csapatokat. A hadművelet azonban kudarcba fulladt, mert a svédek a elpusztították az utánpótlási lehetőségeket, gerillamódszerekkel zaklatták a vonuló dánokat és a zsoldosok fellázadtak, mert nem kapták meg a pénzüket. A tengeren sem tudott döntést kicsikarni, a svéd flotta Vaxholm kikötőjébe húzódott előle.  

## A knäredi béke
Anglia és Hollandia is érdekelt volt a balti kereskedelemben és nem látták volna szívesen egyik ország túlsúlyát sem. Nyomást gyakoroltak a dán királyra, hogy fejezze be a háborút, és mivel Keresztélynek elfogyott a pénze és látta, hogy döntő győzelmet nem képes elérni, I. Jakab közvetítésével 1613. január 20-án megkötötték a knäredi békét. Ennek értelmében megerősítették Norvégia jogait északi területei fölött és Svédország egymillió tallér hadisarcot fizetett hat év leforgása alatt. A sarc teljes kifizetéséig Dánia megszállva tartotta Älvsborg és Gullberg erődjeit. Keresztély abban reménykedett, hogy a svédek nem tudják kifizetni a jelentős összeget és megtarthatja a stratégiai fontosságú várakat, de a svédek végül pontosan átadták a pénzt. Cserébe a svédek mentességet kaptak az Øresund vámjai alól. 

## Fordítás
- Ez a szócikk részben vagy egészben  a   Kalmar war című angol Wikipédia-szócikk ezen változatának fordításán alapul.  Az eredeti cikk szerkesztőit annak laptörténete sorolja fel. Ez a jelzés csupán a megfogalmazás eredetét és a szerzői jogokat jelzi, nem szolgál a cikkben szereplő információk forrásmegjelöléseként.
- Ez a szócikk részben vagy egészben  a   Kalmarkrigen című dán Wikipédia-szócikk ezen változatának fordításán alapul.  Az eredeti cikk szerkesztőit annak laptörténete sorolja fel. Ez a jelzés csupán a megfogalmazás eredetét és a szerzői jogokat jelzi, nem szolgál a cikkben szereplő információk forrásmegjelöléseként.